# FC Dornbirn 1913

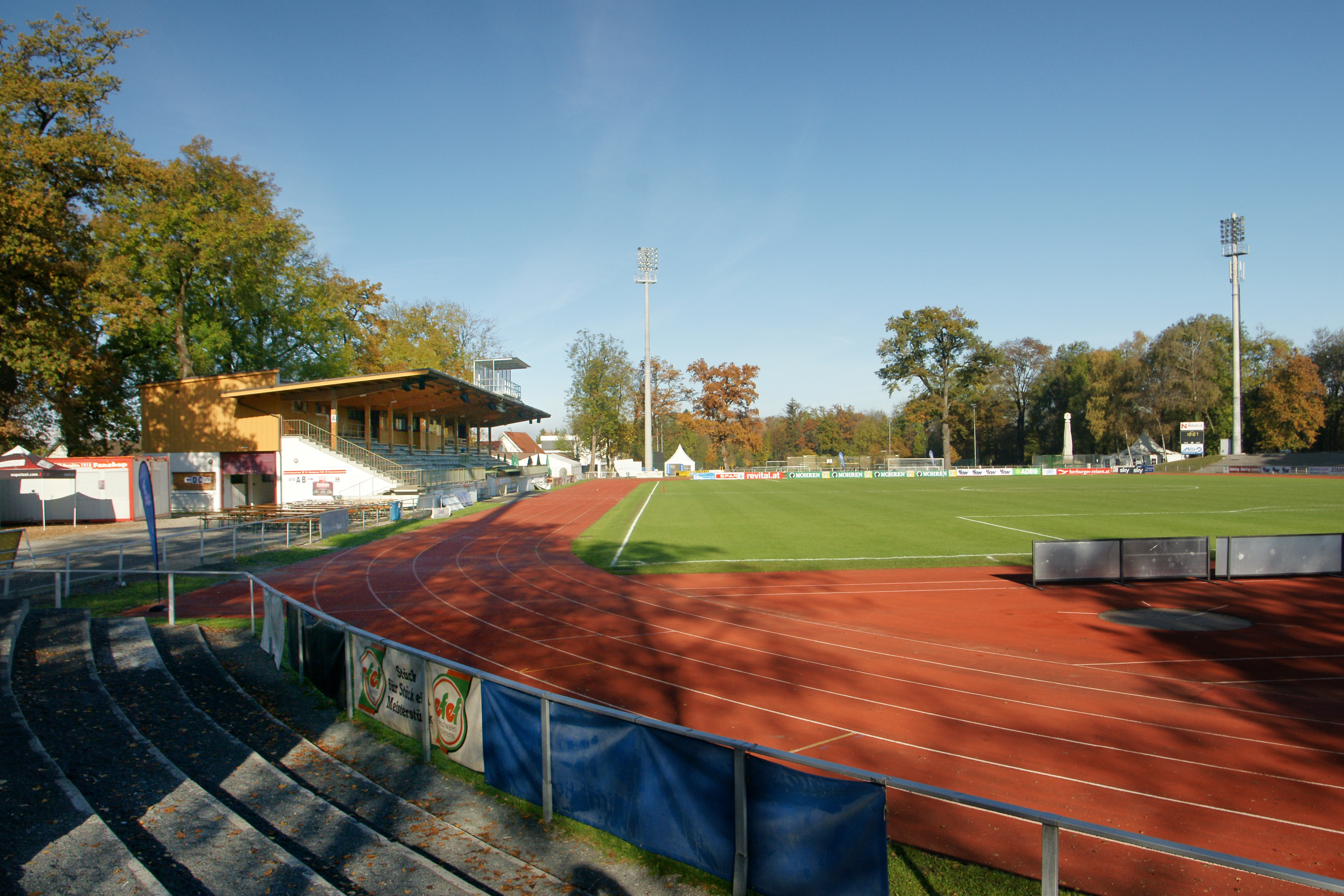
Das Stadion Birkenwiese in Dornbirn

Der FC Dornbirn 1913 ist ein Fußballverein aus der Stadt Dornbirn in Vorarlberg, Österreich. Er spielt ab der Saison 2025/26 in der Eliteliga Vorarlberg, der vierthöchsten Spielklasse. Als Heimstätte dient dem Klub das Stadion Birkenwiese mit einem Fassungsvermögen von etwa 12.000 Zusehern. Hauptsponsor ist die Dornbirner Mohrenbrauerei.

## Geschichte
Der FC Dornbirn wurde am 12. März 1913 auf einer Gründungsversammlung im Dornbirner Gasthaus zur Flur ins Leben gerufen. Die Vereinsfarben wurden mit Rot-Weiß-Schwarz festgelegt und später in Weiß-Rot geändert. Als Logo wurde bereits im Gründungsjahr das Stadtwappen Dornbirns herangezogen.
Der Verein spielte in seiner langen Geschichte drei Saisonen in der Staatsliga und von 1974 bis 1989 viele Jahre hindurch in der 2. Division der österreichischen Bundesliga. Der Klub wurde bis einschließlich 2022 zehn Mal Vorarlberger Meister und sechs Mal Vorarlberger Pokalsieger.
1965 ging der FC Dornbirn eine Spielgemeinschaft mit dem SC Austria Lustenau ein, die jedoch nach einer relativ erfolglosen Saison wieder gelöst wurde. 1979 erfolgte die Fusion mit dem SC Schwarz-Weiß Bregenz. Als nunmehrige IG Bregenz/Dornbirn spielte der Verein jahrelang in der zweiten Division der Bundesliga und sorgte auch für ein bisher einmaliges Kuriosum im österreichischen Profifußball. Als der Verein im Spieljahr 1984/85 aufgrund einer Ligareform in die Regionalliga West absteigen musste, schaffte in derselben Saison die zweite Mannschaft der IG Bregenz/Dornbirn, die aus reinen Amateuren bestand, die Qualifikation für die 2. Division der Bundesliga. So konnten – „verstärkt“ mit einigen ihrer guten Amateurspieler – die vereinten Dornbirner/Bregenzer Fußballprofis auch in der Saison 1985/86 in der zweiten Spielstufe antreten. 1987 kam es schließlich zur Auflösung der „Interessengemeinschaft“ und zur Wiedergründung der beiden Traditionsvereine.
1988/89 spielte Dornbirn erneut in der 2. Division, stieg nach Saisonende jedoch wieder in die Regionalliga ab. 2005/06 bis 2008/09 spielte der FC Dornbirn in der Regionalliga West, der dritthöchsten Klasse im österreichischen Fußball. In der Saison 2008/09 erreichte die Kampfmannschaft den Meistertitel in der Regionalliga West und stieg in die Erste Liga auf. Die 1b-Mannschaft erreichte am Ende der Saison 2008/09 in der 2. Vorarlberger Landesklasse den zweiten Tabellenrang und sicherte sich damit den Aufstieg in die Vorarlbergliga, der höchsten Spielklasse des Bundeslandes, die eine der vier höchsten Ligen Österreichs bildet.
Aus der Ersten Liga musste Dornbirn jedoch schon nach einem Jahr wieder absteigen; nach einem 1:8 gegen die Admira stand der Verein zwei Spielrunden vor Schluss als Tabellenletzter fest. Zu diesem Zeitpunkt war den Vorarlbergern auch die Lizenz für einen Erstligaplatz bereits in der zweiten von drei Instanzen verweigert worden. Obwohl der Verein noch eine Chance auf Relegationsspiele um den Klassenerhalt gehabt hätte, weil es keinen Absteiger aus der Bundes- in die Erste Liga gab (Austria Kärnten war die Erstligalizenz verweigert worden), verzichtete er auf den Gang zum Ständigen Neutralen Schiedsgericht, der letzten Instanz in Lizenzfragen, und kehrte in die Regionalliga West zurück. Am 4. August 2010 wurde gegen die FC Dornbirn Spiel- und BetriebsgesmbH auf einen von ihr selbst eingebrachten Konkursantrag vor dem Landesgericht Feldkirch ein Konkursverfahren eröffnet. Die Vereinstochter war nach dem Aufstieg in die Erste Liga gegründet worden und für den Spielbetrieb der Profimannschaft zuständig. Nach Angaben des Kreditschutzverband von 1870 betrugen ihre Schulden rund 277.000 Euro.
In der Saison 2009/10 waren beim FC Dornbirn 1913 etwa 230 Fußballspieler und -spielerinnen in 18 Jugendmannschaften aktiv. Dazu kamen noch knapp 70 Spieler aus der Profimannschaft sowie dem Amateur- und Altherrenteam.
In der Saison 2018/19 stieg der Verein nach neun Jahren wieder in die 2. Liga auf. In dieser hielt sich Dornbirn fünf Jahre lang, ehe dem Verein nach der Saison 2023/24 die Zulassung für die 2. Liga erneut aufgrund von Schulden in Höhe von über 900.000 Euro entzogen wurde und das Team damit wieder in den Amateurbereich absteigen musste.
Im Dezember 2024 wurde bekannt, dass die Polizei im Umfeld der Spielgemeinschaft Dornbirn/Lustenau, dem Frauen-Bundesligateam mit Beteiligung des FC Dornbirn, Ermittlungen aufgenommen hat. Ein Vereinsmitglied soll Spielerinnen in der Kabine mit einer Schusswaffe bedroht haben, woraufhin mehrere Spielerinnen ihre Verträge auflösten. Der beschuldigte Funktionär war zudem im erweiterten Vorstand des FC Dornbirn tätig. Laut Obmann Gerhard Ölz legte die betroffene Person sämtliche Funktionen – sowohl beim FC Dornbirn als auch in der Spielgemeinschaft – einvernehmlich nieder. In der Folge wurden alle Zuständigkeiten innerhalb der Spielgemeinschaft vom FC Lustenau übernommen.

## Kampfmannschaft

### Trainerteam
Stand: 22. Juli 2024
| Funktion | Name      | Geburtsdatum | Nationalität | beim Verein seit | letzter Verein |
| -------- | --------- | ------------ | ------------ | ---------------- | -------------- |
| Trainer  | Eric Orie | 25.01.1968   | Niederlande  | 03/2024          | Sportdirektor  |

### Aktueller Kader
Stand: 22. Juli 2024

### Transfers
Stand: 15. September 2024
| Zugänge: | Abgänge: |
| Sommer 2024 | Sommer 2024 |
| --- | --- |
| - Serdar Calim (SV Lochau) - Mario Desnica (SC Hatlerdorf) - Matheus Favali (Schwarz-Weiß Bregenz) - Tamás Herbály (Schwarz-Weiß Bregenz) - Jovan Kačarević (vereinslos) - Talip Karaaslan (VfB Hohenems) - Jean-Calvin Mbanga (Skellefteå FF) - Maksym Potopalskyj (SCR Altach II) - Reinaldo (SC Hatlerdorf) - Eren Yüzüak (Dornbirner SV) | - Noah Bitsche (Floridsdorfer AC) - Gabriel Brilhante (USV Eschen-Mauren) - Cavafe (AD Unión Adarve) - Anteo Fetahu (SCR Altach) - Gabryel (SV Stripfing) - Felix Mandl (Deutschlandsberger SC) - Dragan Marceta (SV Horn) - Miguel Mayr (SC Röthis) - Lars Nussbaumer (Schwarz-Weiß Bregenz) - Ljubomir Popovic (Tyler Junior College) - Ramon Tanque (Visakha FC) - Renan (Schwarz-Weiß Bregenz) - William Rodrigues (SC Austria Lustenau) - Stefan Umjenovic (Schwarz-Weiß Bregenz) - Raul Marte (SC Austria Lustenau, Leih-Ende) - Samuel Mischitz (SCR Altach, Leih-Ende) - Jakob Odehnal (SCR Altach, Leih-Ende) |

## Erfolge
- 2× Regionalliga-West-Meister: 2009, 2019
- 10× Vorarlberger Meister: 1955, 1960, 1963, 1970, 1974, 1975, 1983, 1985, 1988, 1997, 2004
- 11× Vorarlberger Cupsieger: 1933, 1937, 1952, 1959, 1982, 2011, 2012, 2014, 2015, 2016, 2019 und 1× als IG Dornbirn/Bregenz 1981
- 3× Vorarlberger Cupfinalist: 1949, 1958, 1997
- 3× Erstligasaisonen in der Nationalliga: 1960/61, 1963/64, 1969/70
- 14× Zweitligasaisonen: 1974–1981, 1983–1986, 1988/89, 2009/10

## Bekannte Spieler
Eine Auswahl von bekannten Spielern:
- Karl Mai (1962/63)
- Johann Buzek (1969/70)
- Friedrich Rafreider
- Fahrudin Jusufi (1972)
- Bruno Sohm
- Dietmar Albrich
- Viktor Sinn
- Josef Saxenhammer
- Hans Taschler
- Martin Gisinger
- Bernhard Gunz
- Heinz Heinisch
- Wolfgang Kaufmann
- Hans Wohlgenannt
- Johann Thurnher
- Fritz Vogel
- Peter Sallmayer (1985 bis 1988)

## Frauenfußball
Die Kampfmannschaft der Frauen stieg zur Saison 1997/98 in die Regionalliga West auf und am Ende dieser in die Landesliga Vorarlberg ab. Ab dem Jahr 2018 wurde erneut eine Frauenfußballmannschaft zusammengestellt, die in eben dieser Spielklasse begann.
Für die Saison 2022/23 qualifizierte sich die Frauenfußballmannschaft als Spielgemeinschaft FC Lustenau/FC Dornbirn für die 2. Liga aus der sie als Meister hervorgegangen, seitdem der Bundesliga angehören. Die Heimspiele werden seit geraumer Zeit im Stadion Birkenwiese ausgetragen. 

### Kader Saison 2024/25
Stand: 13. Oktober 2024
| 01 | Fanny Söderström | Finnland |
| 31 | Frieda Jensen    | Danemark |

| 04 | Emely van der Vliet | Niederlande |
| 06 | Heike Müller        | Osterreich  |
| 12 | Inka Kaivola        | Finnland    |
| 15 | Christina Feurstein | Osterreich  |
| 16 | Michaela Walter     | Osterreich  |
| 18 | Anne Bhagerath      | Suriname    |
| 22 | Cheyenne Benneker   | Osterreich  |
| 24 | Asia Dercksen       | Israel      |

| 03 | Catharina von Drigalski | Deutschland        |
| 07 | Marta Vidal             | Spanien            |
| 08 | Catherine Nolan         | Vereinigte Staaten |
| 09 | Rebecca Lins            | Osterreich         |
| 10 | Jana Sachs              | Osterreich         |
| 11 | Kathrine Spanner        | Danemark           |
| 13 | Sophie Mosbach          | Osterreich         |
| 21 | Melanie Kuenrath        | Italien            |

| 02 | Caroline Fritsch    | Osterreich |
| 14 | Carina Brunold      | Osterreich |
| 17 | Charleen Sonnberger | Osterreich |
| 19 | Carmen Erhart       | Osterreich |